# Napvihar (regény)
A Napvihar (eredeti angol címe Sunstorm) Arthur C. Clarke és Stephen Baxter 2005-ben megjelent sci-fi regénye. Magyarul a Galaktika Fantasztikus Könyvek sorozatban jelent meg 2007-ben.

## Cselekmény
|  | Alább a cselekmény részletei következnek! |

A Napvihar ott kezdődik, ahol az előző regény, Az idő szeme véget ért. A regény főszereplője, Bisesa Dutt újra Londonban van a lányával. A dátum 2037. június 9-e, egy nappal azt követően, hogy Bisesa helikopterét lelőtték Pakisztán északnyugati határvidékén. Az az öt év, amit Bisesa a Miren, egy alternatív világban eltöltött, csak az ő emlékezetében létezik, jóllehet biológiailag teste öt évet öregedett egy nap alatt.
Ugyanezen a napon komolyabb naptevékenység figyelhető meg, ami kárt tesz a Föld elektronikus rendszereiben. Akármilyen súlyosak is a károk, ez csak egy előjele egy öt évvel később várható sokkal súlyosabb napkitörésnek. A tudományos előrejelzések nyilvánvalóvá teszik, hogy 2042-ben a Földet teljesen sterilizálni fogja a várható napkitörés. A hatás még a Marson is érezhető lesz.
A Föld politikai vezetői (élükön Miriam Grec az Eurázsiai Unió elnöke) és legjobb tudósai (Siobhan McGorran irányításával) megpróbálják megakadályozni a teljes pusztulást egy pajzs létrehozásával. Ezzel párhuzamosan Bisesa információi alapján az is valószínűvé válik, hogy a várható napvihar nem egy véletlenszerű természeti jelenség, hanem egy idegen intelligencia - az Elsőszülöttek - által előre eltervezett eseménysorozat eredménye.
|  | Itt a vége a cselekmény részletezésének! |

## Magyarul
- Arthur C. Clarke–Stephen Baxter: Időodisszeia; ford. Gálvölgyi Judit; Metropolis Media, Bp., 2006–2007 (Galaktika fantasztikus könyvek)
  - Az idő szeme; 2006
  - Napvihar; 2007